# Elecciones de consejeros constitucionales de Chile de 2023
Las elecciones de consejeros constitucionales de Chile de 2023 se llevaron a cabo el domingo 7 de mayo para elegir a los 50 integrantes del Consejo Constitucional, organismo encargado de redactar una propuesta de nueva Constitución Política de la República en el marco del proceso constituyente iniciado en 2020 y continuado a partir de 2022 luego del triunfo de la opción «Rechazo» en el plebiscito constitucional de septiembre. Fue la primera elección chilena con voto obligatorio luego de que se restableciera dicha situación mediante una reforma constitucional aprobada en diciembre de 2022.

## Fecha de la elección
Durante la discusión del acuerdo para habilitar un nuevo proceso constituyente en diciembre de 2022, la primera fecha propuesta para la elección de los integrantes del órgano redactor fue el 16 de abril de 2023. Posteriormente, una vez presentado el proyecto de reforma constitucional en el Congreso Nacional para habilitar dicho proceso, fue propuesta como nueva fecha de la elección el 14 de mayo; dicha jornada coincide con la celebración del Día de la Madre en Chile por lo que se propuso modificar nuevamente el día en que se celebrarían las elecciones. Durante la discusión del proyecto en el Senado, el 27 y 28 de diciembre de 2022 se propuso que la fecha fuera trasladada al 7 de mayo, lo cual finalmente fue aprobado.

## Cronograma
Las principales fechas del proceso previo a la elección de consejeros constitucionales fueron las siguientes:
- 26 de enero: último día para solicitar el cambio de domicilio electoral. Al día siguiente se cerró el padrón para la elección.
- 6 de febrero: finalizó el plazo para declarar las candidaturas y se inició el periodo de campaña electoral.
- 18 de febrero: se publicó la resolución que aceptaba o rechazaba las candidaturas.
- 8 de marzo: se inició el periodo de propaganda electoral a través de la prensa escrita, radioemisoras, activistas y brigadistas.
- 7 de abril: se inició la propaganda electoral en espacios públicos autorizados por el Servel, y mediante carteles en propiedades privadas.
- 15 de abril: se publicaron las nóminas de vocales de mesa, miembros de Colegios Escrutadores y locales de votación.
- 2 de mayo: el Servel publicó en periódicos los facsímiles de las cédulas de votación.

## Sistema electoral
El Consejo Constitucional estará compuesto por 50 miembros elegidos según el modelo de las elecciones al Senado, mientras que la anterior Convención Constitucional fue elegida según el modelo de las elecciones a la Cámara de Diputadas y Diputados. Los 50 miembros serán elegidos por representación proporcional plurinominal con listas abiertas en circunscripciones correspondientes a las regiones de Chile. Los escaños se distribuyen después del recuento de votos según el método d'Hondt, sin umbral electoral. Al igual que en el anterior órgano constituyente, habrá escaños reservados para los pueblos indígenas, pero esta vez serán supranumerarios y sobre la base de su porcentaje de votos, y no de acuerdo con un número fijado de antemano por grupo étnico. El sistema también es de paridad, en el que las listas presentadas por los partidos alternan candidatos masculinos y femeninos.
La distribución de escaños por circunscripción es la misma que la establecida para el Senado, quedando de la siguiente forma:
| Región                            | Circunscripción        | Consejeros |
| --------------------------------- | ---------------------- | ---------- |
| Arica y Parinacota                | I - Arica y Parinacota | 2          |
| Tarapacá                          | II - Tarapacá          | 2          |
| Antofagasta                       | III - Antofagasta      | 3          |
| Atacama                           | IV - Atacama           | 2          |
| Coquimbo                          | V - Coquimbo           | 3          |
| Valparaíso                        | VI - Valparaíso        | 5          |
| Metropolitana de Santiago         | VII - Metropolitana    | 5          |
| O'Higgins                         | VIII - O'Higgins       | 3          |
| Maule                             | IX - Maule             | 5          |
| Ñuble                             | XVI - Ñuble            | 2          |
| Biobío                            | X - Biobío             | 3          |
| Araucanía                         | XI - Araucanía         | 5          |
| Los Ríos                          | XII - Los Ríos         | 3          |
| Los Lagos                         | XIII - Los Lagos       | 3          |
| Aysén                             | XIV - Aysén            | 2          |
| Magallanes y la Antártica Chilena | XV - Magallanes        | 2          |

### Paridad de género
En la elección de consejeros constitucionales, la paridad de género estará presente tanto en la formación de las listas electorales por parte de los pactos y partidos, como en las personas que finalmente resultasen electas para componer el Consejo Constitucional. Las listas electorales que se presenten a la elección deberán estar compuestas por un número par de candidatas y candidatos, estando las listas siempre encabezadas por una mujer y alternando entre ambos sexos.
Luego de que se realicen las votaciones, se deberá asegurar de que la composición final del Consejo Constitucional sea de 25 hombres y 25 mujeres. En caso de que la composición final no sea la esperada, se tendrán que corregir la cantidad de hombres y mujeres hasta alcanzar la paridad. Según la reforma constitucional que fue aprobada en particular por el Senado, el mecanismo para realizar la corrección de género y lograr la paridad de género será el siguiente:
1. Se determinará la cantidad de hombres y mujeres que deban aumentar y disminuir, respectivamente para obtener la distribución mínima de 25 hombres y 25 mujeres.
2. Se ordenarán las listas o pactos de acuerdo al total de votos válidamente emitidos que cada una haya obtenido a nivel nacional, de menor a mayor.
3. Será proclamado electo el candidato más votado del sexo subrepresentado de la lista o pacto electoral menos votada a nivel nacional, en lugar del candidato menos votado del sexo sobrerepresentado en la misma circunscripción del candidato del sexo subrepresentado que habría resultado electo en la asignación preliminar correspondiente al mismo partido político o candidatura independiente asociada a un partido político. Si no pudiese asignarse el escaño a un candidato del mismo partido, se asignará al candidato más votado del sexo subrepresentado del pacto electoral.

No se aplicará la presente regla en aquellas circunscripciones electorales en que el principio de paridad se hubiese cumplido en la asignación preliminar de escaños, debiendo proclamarse electos a los candidatos según dicha regla. En caso de que producto de la aplicación de estas reglas no se lograre el equilibrio de género, se realizará el mismo procedimiento en la siguiente lista o pacto electoral menos votado a nivel nacional, y así sucesivamente, hasta lograr el equilibrio.

### Representación de pueblos originarios
Los escaños de los pueblos indígenas serán supranumerarios, es decir, que se añadirán a los otros 50 escaños del Consejo Constitucional. Las candidaturas a escaños de pueblos indígenas serán, a diferencia de la elección nacional, individuales. Todas las candidaturas a estos escaños competirán en una lista única a nivel nacional, en donde podrán votar las personas que se encuentren en el padrón especial indígena, elaborado por el Servel, o las personas que se identifiquen y puedan demostrar correctamente que pertenecen a un pueblo indígena. Las candidaturas aparecerán en orden alfabético en la papeleta de votación.

#### Requisitos de candidaturas
Para el caso de los pueblos mapuche, aimara y diaguita, las candidaturas pueden ser declaradas alternativamente por:
- 3 comunidades o 5 asociaciones indígenas, registradas en la Corporación Nacional de Desarrollo Indígena (Conadi);
- 1 cacicazgo tradicional reconocido en la ley 19253, correspondiente al mismo pueblo del candidato o candidata.
- 3 organizaciones representativas de dichos pueblos indígenas no inscritas.
- El patrocinio de 120 ciudadanos de su mismo pueblo.

En el caso de los otros pueblos originarios, las candidaturas pueden ser declaradas por cualquiera de las siguientes formas:
- 1 comunidad o 1 asociación, registrada en la Conadi.
- 1 organización no registrada.
- Patrocinio de a lo menos 60 ciudadanos de su mismo pueblo.

#### Asignación de escaños
Para conocer el número de escaños que se tendrán que elegir para los pueblos originarios, se aplicará la siguiente regla:
1. Se sumará el total de votos válidamente emitidos por las candidaturas de la circunscripción nacional indígena.
2. Si dicha suma representa un porcentaje igual o superior al 1,5 % respecto de la suma total de votos válidamente emitidos en la totalidad en el resto de las circunscripciones del país al Consejo Constitucional, la circunscripción nacional indígena elegirá un escaño, el que se asignará a la candidatura más votada.
3. Si esta suma llegase a representar un porcentaje igual o superior al 3,5 % respecto de los demás votos emitidos a nivel nacional, la circunscripción nacional indígena elegirá dos escaños en total. El segundo escaño se asignará a la candidatura más votada del sexo distinto al asignado en la regla anterior.
4. Por cada vez que el porcentaje de 3,5 % señalado precedentemente aumente en 2 puntos porcentuales, se elegirá y asignará un escaño adicional a la circunscripción nacional indígena, alternando respectivamente el sexo de la siguiente candidatura electa más votada.

## Listas y partidos
El Partido Demócrata Cristiano (PDC) definió el 21 de enero acordar una alianza electoral con los partidos que componen la coalición Socialismo Democrático para presentar candidaturas al Consejo Constitucional. En la misma jornada el Partido Radical (PR) acordó concurrir en una lista junto con el Partido Socialista (PS), el Partido por la Democracia (PPD) y el Partido Liberal (PL); el 22 de enero el PL tomó la misma decisión, sin descartar la posibilidad de realizar una lista única de candidatos junto con los partidos de Apruebo Dignidad. El PPD definió el 28 de enero presentar sus candidatos en una lista que agrupe al Socialismo Democrático, descartando una lista de unidad de los partidos que forman la Alianza de Gobierno. Por su parte, el PS acordó definir el 31 de enero su postura respecto de las alianzas electorales que formarán con los otros partidos de gobierno. El 2 de febrero el PL revirtió su decisión previa y acordó sumarse a la lista que conformen el PS y Apruebo Dignidad. El 6 de febrero fueron inscritos oficialmente en el Servel los pactos bajo los nombres de «Unidad para Chile» —que reúne a los partidos de Apruebo Dignidad más el PS y el PL— y «Todo por Chile» que reúne al PPD, el PR y el PDC.
Con respecto a la coalición Chile Vamos, el 28 de enero Renovación Nacional (RN) acordó mediante un consejo general extraordinario ratificar un pacto electoral con sus pares de la Unión Demócrata Independiente (UDI) y Evolución Política (Evópoli), descartando una alianza con el Partido Republicano. Inscribieron su lista en el Servel el 6 de febrero bajo el nombre de «Chile Seguro», tal como el Partido Republicano y el Partido de la Gente, cada uno de estos dos últimos bajo una lista separada.
Los partidos en formación Demócratas y Amarillos por Chile anunciaron que no formaron parte de ninguna lista electoral y no presentaron candidatos.

### Pactos inscritos
El orden de aparición de las listas en las papeletas de votación fue determinado mediante un sorteo realizado el 27 de febrero de 2023.
| Pacto                  | Partido                              |
| ---------------------- | ------------------------------------ |
| A. Partido de la Gente | Partido de la Gente                  |
| B. Todo por Chile      | Partido Demócrata Cristiano          |
| B. Todo por Chile      | Partido por la Democracia            |
| B. Todo por Chile      | Partido Radical                      |
| C. Partido Republicano | Partido Republicano                  |
| D. Unidad para Chile   | Acción Humanista                     |
| D. Unidad para Chile   | Comunes                              |
| D. Unidad para Chile   | Convergencia Social                  |
| D. Unidad para Chile   | Federación Regionalista Verde Social |
| D. Unidad para Chile   | Partido Comunista                    |
| D. Unidad para Chile   | Partido Liberal                      |
| D. Unidad para Chile   | Partido Socialista                   |
| D. Unidad para Chile   | Revolución Democrática               |
| E. Chile Seguro        | Evolución Política                   |
| E. Chile Seguro        | Renovación Nacional                  |
| E. Chile Seguro        | Unión Demócrata Independiente        |

## Candidaturas
A continuación se muestra un listado de las candidaturas que fueron inscritas por los respectivos pactos o partidos. En negrita se destacan los candidatos que fueron electos.
| Circ.                                                                        | A. Partido de la Gente                                                                           | B. Todo por Chile | C. Partido Republicano | D. Unidad para Chile | E. Chile Seguro | Independientes fuera de pacto |
| ---------------------------------------------------------------------------- | ------------------------------------------------------------------------------------------------ | --- | --- | --- | --- | ----------------------------- |
| I (2)                                                                        | Nora Bugueño Sergio Ríos Karla Añes Ernesto Placencia                                            | Macarena Riveros (Ind-PPD) Salvador Urrutia (Ind-PPD) Gloria Lillo (Ind-PDC) Raúl Castro (PDC)                                           | Francisca Cavieres Diego Vargas Jacqueline Boero Carlos Alvarado                                                                | Miriam Arenas (Ind-PL) Rodrigo Muñoz (Ind-PL) Jocelyn Ormeño (Ind-PS) Daniel Bunster (Ind-AH)                                              | Brunella Vinet (Ind-UDI) Raúl Gil (UDI) Josefina Letelier (Ind-RN) Juan Manuel Carrasco (RN)                                                                    |                               |
| II (2)                                                                       | Claudia Villegas Luis Vergara Francisca Vargas Carlos Mella                                      | Marcela Ortega (PPD) Sergio Bitar (PPD) Norma Córdova (PDC) Pedro Vásquez (PR)                                                           | Ninoska Payauna Sebastián Parraguez Andrea Dueñas Leonardo Ramos                                                                | Romina Ramos (COM) Roberto Cortés (PC) Rosa María Ojeda (AH) Kurt Hener (PS)                                                               | Pilar Barrientos (UDI) Mauricio Schmidt (UDI) Romina Terrazas (RN) Néstor Jofré (RN)                                                                            |                               |
| III (3)                                                                      | Sindy González Juan Enrique Moraga Tammy Verdugo Jorge Álvarez                                   | María Cangana (Ind-PPD) Freddy Viñales (Ind-PPD) Doris Navarro (PR) Marcelo Encina (PR)                                                  | Carmen Montoya Carlos Solar Siomara Molina Patricio Maldonado                                                                   | Johana Rivera (FRVS) José Antonio González (Ind-RD) Liliana González (RD) José Mardones (PC)                                               | Daniela Castro (RN) Pablo Pomareda (Ind-RN) Katherine López (UDI) Nalto Espinoza (UDI)                                                                          |                               |
| IV (2)                                                                       | Carolina Cisternas Jair Jofré Jesica Liquitay Daniel Flores                                      | Nora Viñas (Ind-PR) Raúl Araya (PPD) Verónica Garrido (PDC) Nelson López (Ind-PR)                                                        | Patricia Hurtado Sebastián Simon Fresia Sepúlveda Paul Sfeir                                                                    | Yorka Quinteros (RD) Ricardo Núñez (PS) Marcela Araya (PS) Kenssel Rojas (PC)                                                              | Yoris Rojas (RN) Vittorio Ghiglino (RN) Mariapaz Miranda (Ind-UDI) Giovanni Calderón (UDI)                                                                      |                               |
| V (3)                                                                        | Jaqueline Milla Manuel Contreras Lilibeth Huerta Héctor Rosas                                    | Alejandra Vivanco (PDC) Tomás Alvarado (Ind-PR) Susana Collao (PPD) Jorge Insunza (PPD)                                                  | Gloria Paredes Andrés Guerra María Teresita Prouvay Sergio Pino                                                                 | Valeria Chacana (PC) Fernando Viveros (PC) Camila Sabando (CS) Carlos Galleguillos (Ind-PS)                                                | Ana María Ahumada (RN) Jorge Villar (RN) Ivon Guerra (UDI) Gonzalo Pinochet (UDI)                                                                               |                               |
| VI (5)                                                                       |                                                                                                  | Carla Allendes (Ind-PR) Marco Antonio Núñez (PPD) Jazmín Murillo (Ind-PPD) Manuel Tobar (PDC) Darma López (PDC) Christian Inostroza (PR) | María de los Ángeles López Antonio Barchiesi Tatiana Bernal Raimundo Palamara Chantal Robert de la Mahotiere Pedro Schwedelbach | María Pardo (CS) Aldo Valle (Ind-PS) Valeria Cárcamo (RD) Marcelo Schilling (PS) Carolina Fernández (PC) Gonzalo Vega (COM)                | Leslie Briones (RN) Gonzalo Ibáñez (Ind-RN) Luigina Pruzzo (Ind-Evópoli) Gonzalo Yuseff (Ind-Evópoli) Viviana Núñez (Ind-UDI) Edmundo Eluchans (UDI)            |                               |
| VII (5)                                                                      | Elizabeth Rodríguez Mauricio Pavez Carmen González Ramón Huidobro Tamara Ramírez Gonzalo Inojosa | Natalia Piergentili (PPD) Andrés Palma (PDC) Carmen Frei (PDC) Andrés Sepúlveda (PR) Paz Suárez (PPD) Rodrigo Chandía (PR)               | Macarena Bravo Luis Silva Irarrázaval Tabita Silva Ignacio Dulger Sylvia Bustos Jorge Ossandón                                  | Karen Araya (PC) Yerko Ljubetic (CS) Camila Miranda (COM) Sadi Melo (PS) Rocío Donoso (RD) Rodrigo Rettig (PL)                             | Gloria Hutt (Evópoli) Jaime Ravinet (Ind-Evópoli) Eleonora Espinoza (RN) Bruno Baranda (RN) María José Puigrredón (UDI) Rodrigo Delgado (UDI)                   |                               |
| VIII (3)                                                                     | Carol Aros Luis Lorenzini Susan Gómez Carlos Guerra                                              | Marcia Barrera (PDC) Bernardo Zapata (PDC) Mónica Latorre (Ind-PR) Pedro Marchant (PR)                                                   | Elisa Salas Sebastián Figueroa Patricia Besa Gabriel Domínguez                                                                  | Domínica Guzmán (FRVS) Miguel Littin (PS) Raisa Martínez (PC) Daniel Olivares (Ind-CS)                                                     | María Ignacia Castro (UDI) Valentín Matus (UDI) Ivonne Mangelsdorff (RN) Juan Sutil (Ind-RN)                                                                    |                               |
| IX (5)                                                                       | Viviana Rodríguez Jorge Rojas Susana Pacheco Fabián Ríos Dina Castillo Boris Chávez              | Carolina Contreras (PDC) Pablo Verdugo (Ind-PDC) Jacqueline Jara (PPD) Guillermo Ceroni (PPD)                                            | María Gatica Ricardo Ortega Greis Parada Miguel Rojas Hilda Toledo Segundo Hojas del Valle                                      | Rocío Moya (Ind-RD) Manuel Améstica (FRVS) Constanza Pavez (CS) Sebastián Henríquez (Ind-RD) Erna Maldonado (PC) Christian Suárez (Ind-PS) | María Claudia Jorquera (UDI) Mario Undurraga (UDI) Fernanda Pinochet (Evópoli) Carlos González (Ind-Evópoli) Marlenne Durán (RN) Luis Valentín Ferrada (Ind-RN) |                               |
| XVI (2)                                                                      | Etty Solís Miguel Ángel Chávez                                                                   | Olga Arzola (PR) Ricardo Orellana (PDC) Camila Torres (Ind-PPD) Aldo Bernucci (Ind-PR)                                                   | Cecilia Medina Abraham González María Elena Acuña Juan Luis Enríquez                                                            | Brígida Escalona (PS) Osvaldo Zúñiga (PC) Josefa Balmaceda (CS) Claudio Ferrada (RD)                                                       | Carolina Navarrete (UDI) Jorge Carrillo (UDI) Sandra Lama (Ind-RN) Mario Ríos (Ind-RN)                                                                          |                               |
| X (3)                                                                        | Astrid Abarzúa Hugo Soto Mitha Encina Nelson Cares                                               | Nataly Neira (PDC) Cristián San Martín (PDC) Rossana Enríquez (PPD) Gabriel Benelli (PR)                                                 | Patricia Spoerer Aldo Sanhueza Claudia Ortega Carlos Órdenes                                                                    | Paloma Zúñiga (RD) Cristián Cartes (FRVS) Carolina Martínez (PL) Pablo Cuevas (PC)                                                         | Mónica Troncoso (RN) Robert Contreras (RN) Victoria Pincheira (UDI) Jorge Ulloa (UDI)                                                                           |                               |
| XI (5)                                                                       | Flor Contreras Pedro Bermedo Daniela Medel Roberto Bascuñán Constanza Carvacho César Quijada     | Kiria Antileo (PDC) Felipe Calfunao (PDC) Miriam Valdés (PDC) Víctor Pacheco (Ind-PR) Pamela Toloza (Ind-PR) Alfredo Vallejos (Ind-PPD)  | Mariela Fincheira Mario García Stefani Alarcón Martín Kuschke Loreto Campana Héctor Urban                                       | Andrea Quijón (Ind-PC) Raúl Allard (PS) Gemita Álvarez (FRVS) José Antonio Jerez (PS) Kinturay Melín (RD) Christian Dulansky (CS)          | Solange Carmine (Ind-RN) Arturo Phillips (Ind-UDI) Magdalena Traub (Ind-Evópoli) José Luis Hidalgo (Ind-Evópoli) Carolina Lagos (UDI) Germán Becker (RN)        | Jorge Sepúlveda               |
| XII (3)                                                                      | Emma Cifuentes Francisco Henríquez María Aguilef Gustavo Dávila                                  | Marila Barrientos (PPD) Miguel Barriga (Ind-PPD) Madelin Jau (PR) Miguel Ramírez (Ind-PPD)                                               | Paola Claverol Daniel Arzola Patricia Ayora Jorge de la Maza                                                                    | Nancy Silva (PS) Alejandro Kohler (Ind-PS) Valeria Ochoa (CS) Óscar Mendoza (Ind-PC)                                                       | Lorena Gallardo (Ind-RN) José Antonio Urrutia (Ind-RN) Carola Cabezas (Ind-UDI) Pedro Lamas (UDI)                                                               |                               |
| XIII (3)                                                                     | Lorena Leichtle Álvaro Ojeda Rosa Andrade Guillermo Palacios                                     | Gloria Hurtado (PDC) Eduardo Álvarez (Ind-PDC) Carolina García (PPD) Juan Carlos Duhalde (PPD)                                           | Beatriz Hevia Maximiliano Urrutia Lorena Pérez Fernando Barría                                                                  | Nancy Márquez (CS) Eduardo Castro (Ind-PS) Yanina Díaz (Ind-RD) Samuel Gálvez (PL)                                                         | Evelyn Zottele (RN) Juan Luis Ossa (Ind-RN) Patricia Sanzana (Ind-UDI) Carlos Recondo (UDI)                                                                     |                               |
| XIV (2)                                                                      | Paulina Pérez Luis Soto Sandra Mansilla Juan Reyes                                               | Paola Velásquez (Ind-PDC) Andrés Zaldívar (PDC) Tamara Villegas (Ind-PR) Elvis Godoy (Ind-PPD)                                           | Luz Villegas Fernando San Cristóbal Nieves Cuevas Josué Millanao                                                                | Valentina Millalonco (PC) Erwin Sandoval (Ind-FRVS) Lorena Soza (PS) Julio Ñanco (RD)                                                      | Pilar Cuevas (RN) Diego Silva (RN) Andrea Ponce (UDI) Cristián Suazo (UDI)                                                                                      | Liset Quilodrán               |
| XV (2)                                                                       | Verónica Rojas Marcelo Toledo                                                                    | Andrea Pivcevic (Ind-PPD) Ignacio Quijada (Ind-PPD) Victoria Trapp (PDC) Víctor Hernández (PR)                                           | Claudia Mac-Lean Víctor Aravena Luz Helena Guzmán Robert Weissohn                                                               | Jéssica Bengoa (CS) Julio Contreras (Ind-CS) Constanza Aguilar (PC) Pablo Bussenius (PS)                                                   | Francisca Rojas (Ind-Evópoli) Alfonso Campos (Ind-RN) Cecilia Cárdenas (RN) Carlos Mihovilovic (Ind-Evópoli)                                                    | Claudio Barrientos            |
| Nota: Entre paréntesis el número de consejeros a elegir por circunscripción. |                                                                                                  | | | | |                               |

### Candidaturas de pueblos originarios
Respecto a las candidaturas de pueblos originarios, el 8 de febrero de 2023 se inscribieron tres postulaciones: Alihuen Antileo y Julio Marileo por el pueblo mapuche, y Rudecindo Espíndola por el pueblo atacameño. El 16 de febrero siguiente, el Servicio Electoral publicó la resolución en la que aceptaba las dos candidaturas presentadas por el pueblo mapuche y rechazaba la candidatura de Rudecindo Espíndola por el pueblo atacameño. Finalmente, en las elecciones del 7 de mayo, Alihuen Antileo resultó electo por el escaño de pueblos originarios.

## Franja televisiva
El 19 de enero de 2023 el Consejo Nacional de Televisión de Chile (CNTV) indicó que la reforma que habilitaba el nuevo proceso constituyente no contempla la inclusión de una franja electoral emitida por televisión abierta. El organismo señaló al respecto que:

La reforma constitucional que aprueba este nuevo proceso hace aplicables a la elección de los integrantes del Consejo Constitucional las reglas de la ley 18.700 para elección de senadores. Así, el artículo n° 32 de dicho cuerpo legal señala que los canales de televisión de libre recepción deberán destinar gratuitamente treinta minutos diarios de sus transmisiones a propaganda electoral en los casos de elección de presidente de la República, de diputados y senadores, únicamente de diputados o de plebiscitos nacionales, no contemplándose explícitamente la elección únicamente de senadores.
Consejo Nacional de Televisión, 19 de enero de 2023.

Tras la publicación de dicho comunicado, el cual fue visado por la presidenta del organismo, Faride Zerán, y en el que se recogía la opinión del Departamento Jurídico del mismo, los parlamentarios manifestaron sus reparos al respecto, señalando que la reforma constitucional siempre consideró la inclusión de una franja de propaganda televisiva. Los consejeros del CNTV de dicho organismo manifestaron sus reparos con Zerán en una reunión realizada el 23 de enero. Finalmente, mediante una sesión extraordinaria realizada el 25 de enero, los consejeros del CNTV confirmaron que sí se realizará la franja de propaganda en televisión para la elección.
La emisión de la franja televisiva para la elección de consejeros constitucionales comenzó el 7 de abril y finalizó el 4 de mayo. Cada día se emitieron treinta minutos de franjas televisivas, divididas en dos con una duración de quince minutos cada una. La primera fue transmitida a las 12:45 y la segunda, a las 20:45. La distribución del tiempo para los partidos políticos, candidaturas independientes y de pueblos indígenas por parte del CNTV fueron publicadas el 18 de marzo de 2023 en el Diario Oficial de la República de Chile, quedando de la siguiente manera:
| Lista/partido                          | Tiempo diario (min/seg/cuadros) | Tiempo por emisión (min/seg/cuadros) |
| -------------------------------------- | ------------------------------- | ------------------------------------ |
| Partido de la Gente                    | 2:55:26                         | 1:27:28                              |
| Todo por Chile                         | 3:24:02                         | 1:42:01                              |
| Partido Demócrata Cristiano            | 1:27:09                         | 0:43:20                              |
| Partido por la Democracia              | 1:20:07                         | 0:40:03                              |
| Partido Radical de Chile               | 0:36:16                         | 0:18:08                              |
| Partido Republicano de Chile           | 3:39:25                         | 1:49:28                              |
| Unidad para Chile                      | 10:13:27                        | 5:06:28                              |
| Partido Socialista de Chile            | 1:53:09                         | 0:56:20                              |
| Partido Comunista de Chile             | 2:33:14                         | 1:16:22                              |
| Revolución Democrática                 | 1:25:02                         | 0:42:16                              |
| Federación Regionalista Verde Social   | 0:35:14                         | 0:17:22                              |
| Comunes                                | 1:08:17                         | 0:34:08                              |
| Partido Liberal de Chile               | 0:31:20                         | 0:15:25                              |
| Convergencia Social                    | 1:34:21                         | 0:47:10                              |
| Partido Acción Humanista               | 0:31:20                         | 0:15:25                              |
| Chile Seguro                           | 8:43:00                         | 4:21:15                              |
| Renovación Nacional                    | 3:48:19                         | 1:54:09                              |
| Unión Demócrata Independiente          | 3:41:15                         | 1:50:23                              |
| Evolución Política                     | 1:12:26                         | 0:36:13                              |
| Candidaturas independientes            | 0:31:20                         | 0:15:25                              |
| Candidaturas indígenas                 | 0:31:20                         | 0:15:25                              |
| Tiempo total                           | 30:00:00                        | 15:00:00                             |
| Nota: 1 segundo equivale a 30 cuadros. |                                 |                                      |

## Encuestas

### Encuestas previas
Encuestas realizadas entre noviembre de 2022 y enero de 2023, antes de la inscripción definitiva de las candidaturas.
| Encuestadora | Fecha de campo | Tamaño muestral | PCCh   | FA             | SD  | PDC  | Dem  | AxCh | PDG  | ChV  | PRCh | Ind. | NS/NR |     |     |   |      |
| ------------ | -------------- | --------------- | ------ | -------------- | --- | ---- | ---- | ---- | ---- | ---- | ---- | ---- | ----- | --- | --- | - | ---- |
| Encuestadora | Fecha de campo | Tamaño muestral | Activa | 23-27-ene-2023 | 870 | 14.1 | 14.1 | 7.4  | 7.4  | –    | –    | 9.4  | NS/NR | 8.3 | 8.2 | – | 52.6 |
| 20.3         | 20.3           | 20.3            | 20.3   | 23-27-ene-2023 | 870 | –    | –    | 11.8 | 10.4 | 7.5  | –    | 50.0 |       |     |     |   |      |
| 22.8         | 22.8           | 22.8            | 22.8   | 23-27-ene-2023 | 870 | –    | –    | 12.6 | 15.0 | 15.0 | –    | 49.6 |       |     |     |   |      |
| Cadem        | 14-16-dic-2022 | 707             | 8      | 7              | 4   | 3    | 4    | 4    | 8    | 12   | 10   | 5    | 35    |     |     |   |      |
| Cadem        | 16-18-nov-2022 | 702             | 5      | 8              | 3   | 5    | –    | 4    | 14   | 13   | 10   | 8    | 30    |     |     |   |      |
| Cadem        | 2-4-nov-2022   | 708             | 7      | 7              | 6   | 3    | –    | 8    | 15   | 14   | 9    | 9    | 22    |     |     |   |      |

### Encuestas electorales
Encuestas realizadas entre enero y abril de 2023. 
| Encuestadora    | Fecha de campo    | Tamaño muestral | Notas   | UPCh     | TPCh        | PDG | ChS     | PRCh | Ind. | NS/NR |   |    |    |   |    |
| --------------- | ----------------- | --------------- | ------- | -------- | ----------- | --- | ------- | ---- | ---- | ----- | - | -- | -- | - | -- |
| Encuestadora    | Fecha de campo    | Tamaño muestral | Notas   | Research | 21 abr 2023 | 829 | Solo RM | 21   | 9    | NS/NR | 6 | 29 | 19 | - | 17 |
| Signos          | 16-19 abr 2023    | 778             | Solo RV | 21.6     | 9.8         | -   | 19.5    | 13.9 | -    | 35.2  |   |    |    |   |    |
| Activa          | 11-14 abr 2023    | 1020            | -       | 33       | 12          | 17  | 20      | 19   | -    |       |   |    |    |   |    |
| Activa          | 11-14 abr 2023    | 1020            | -       | 13.8     | 4.8         | 6.9 | 8.1     | 7.7  | -    | 58.7  |   |    |    |   |    |
| Research        | 10-12 abr 2023    | 823             | Solo RM | 15       | 7           | 6   | 34      | 14   |      | 24    |   |    |    |   |    |
| Signos          | 3-9 abr 2023      | 778             | Solo RV | 21.5     | 11          | -   | 18.8    | 12.8 | -    | 35.9  |   |    |    |   |    |
| Panel Ciudadano | 2-3 abr 2023      | 4976            | Solo RM | 26       | 13          | 13  | 28      | 20   | -    | -     |   |    |    |   |    |
| Panel Ciudadano | 2-3 abr 2023      | 4976            | Solo RM | 14       | 7           | 7   | 15      | 11   | -    | 46    |   |    |    |   |    |
| Data Influye    | 30 mar-2 abr 2023 | 1121            | -       | 25       | 6           | 4   | 12      | 14   | -    | 39    |   |    |    |   |    |
| Panel Ciudadano | 26-27 mar 2023    | 241             | Solo AR | 11       | 5           | 17  | 28      | 32   | 7    | -     |   |    |    |   |    |
| Panel Ciudadano | 12 mar 2023       | -               | Solo RV | 40       | 10          | -   | 26      | 24   | -    | -     |   |    |    |   |    |
| Panel Ciudadano | 12 mar 2023       | -               | Solo RM | 28       | 12          | 11  | 29      | 20   | -    | -     |   |    |    |   |    |
| Panel Ciudadano | 12 mar 2023       | -               | Solo BB | 20       | 9           | 12  | 28      | 31   | -    | -     |   |    |    |   |    |
| Research        | 6-8 mar 2023      | 883             | Solo RM | 12       | 8           | 6   | 36      | 7    |      | 30    |   |    |    |   |    |
| Data Influye    | 2-6 mar 2023      | 1000            | -       | 24       | 7           | 4   | 13      | 10   | -    | 42    |   |    |    |   |    |
| Activa          | 20-24 feb 2023    | 816             | -       | 10       | 5.9         | 5   | 10.1    | 7.5  | -    | 61.5  |   |    |    |   |    |
| Panel Ciudadano | 8-9 feb 2023      | 4862            | Solo RM | 30       | 11          | 11  | 29      | 19   | -    | -     |   |    |    |   |    |
| Panel Ciudadano | 8-9 feb 2023      | 4862            | Solo RM | 15       | 6           | 5   | 15      | 9    | -    | 50    |   |    |    |   |    |

## Resultados

### Consejeros constitucionales generales

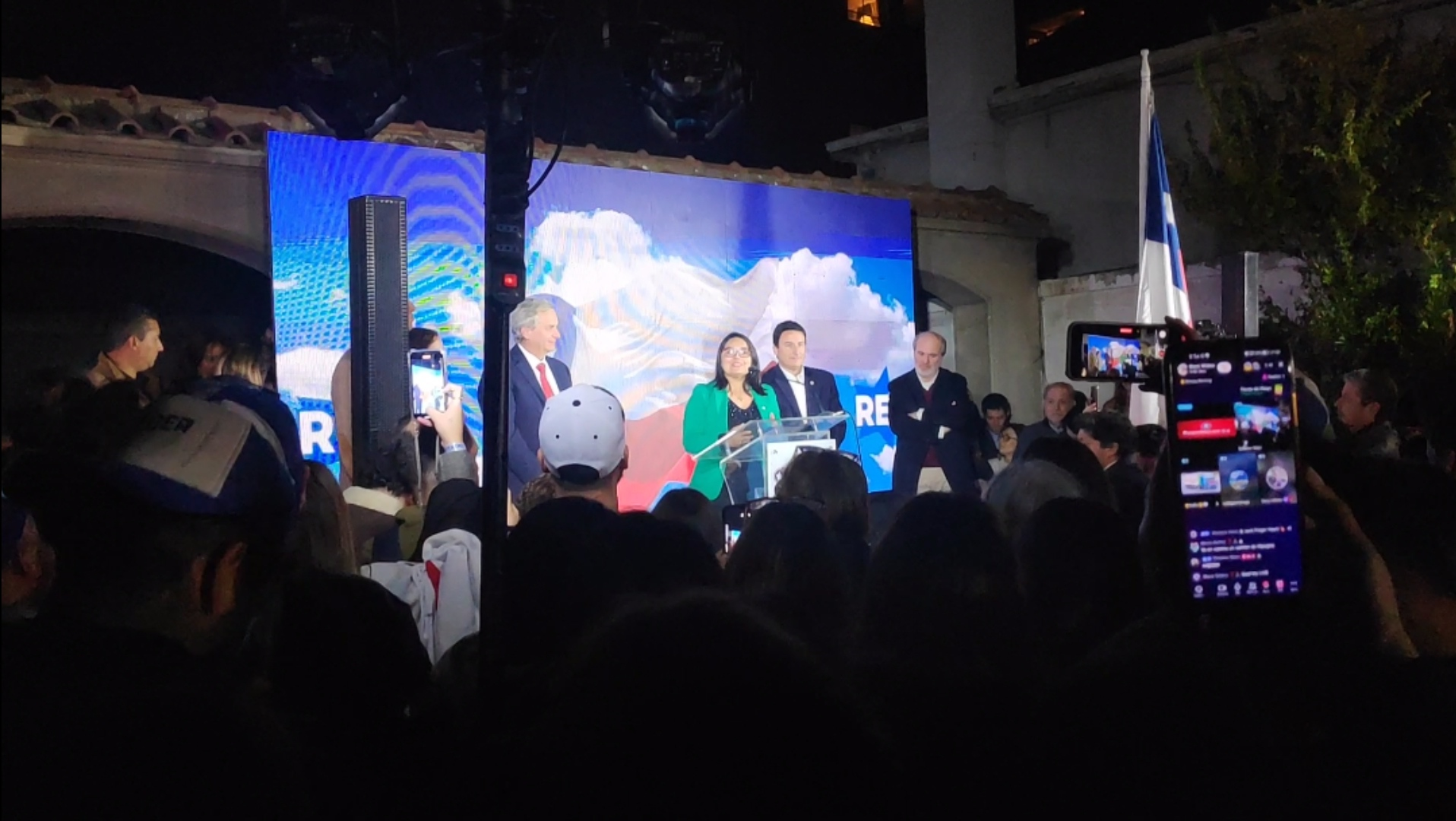
Comando del Partido Republicano tras el triunfo del partido en mayo de 2023

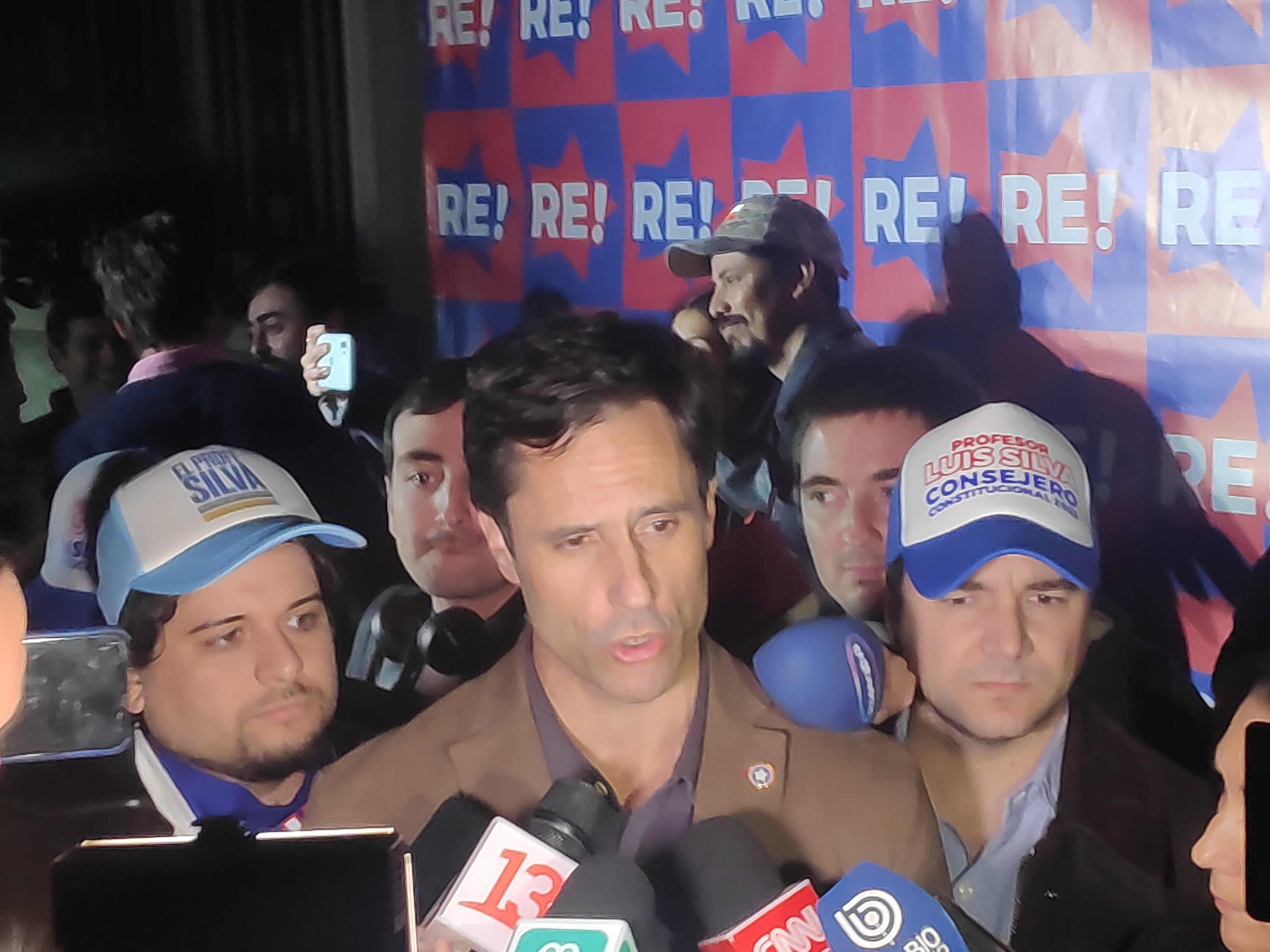
Luis Silva, candidato que obtuvo la mayoría nacional

|  | 35.41 % |

|  | 28.60 % |

|  | 21.06 % |

|  | 8.95 % |

|  | 5.48 % |

|  | 0.50 % |

|  | 78.47 % |

|  | 16.98 % |

|  | 4.55 % |

|  | 100 % |

#### Consejeros electos
Los consejeros constitucionales fueron proclamados oficialmente como electos por el Tribunal Calificador de Elecciones el 5 de junio de 2023.
| Circ. | Constituyente                      | Lista | Lista                        | Partido | Votos     | Votos   | %       | %       | M  | H  |
| Circ. | Constituyente                      | Lista | Lista                        | Partido | Lista     | Const.  | Lista   | Const.  | M  | H  |
| ----- | ---------------------------------- | ----- | ---------------------------- | ------- | --------- | ------- | ------- | ------- | -- | -- |
| I     | Diego Vargas Castillo              |       | Partido Republicano de Chile | PRCh    | 38 909    | 15 421  | 35,72 % | 14,16 % |    | 1  |
| I     | Jocelyn Ormeño Lee                 |       | Unidad para Chile            | Ind-PS  | 25 439    | 11 098  | 23,36 % | 10,19 % | 1  |    |
| II    | Ninoska Payauna Vilca              |       | Partido Republicano de Chile | PRCh    | 59 554    | 19 010  | 41,23 % | 13,16 % | 1  |    |
| II    | Sebastián Parraguez González       |       | Partido Republicano de Chile | PRCh    | 59 554    | 15 238  | 41,23 % | 10,55 % |    | 1  |
| III   | Carlos Solar Barrios               |       | Partido Republicano de Chile | PRCh    | 105 770   | 53 628  | 38,10 % | 19,32 % |    | 1  |
| III   | Carmen Montoya Mayorga             |       | Partido Republicano de Chile | PRCh    | 105 770   | 21 304  | 38,10 % | 7,67 %  | 1  |    |
| III   | José Antonio González Pizarro      |       | Unidad para Chile            | RD      | 76 420    | 32 408  | 27,53 % | 11,67 % |    | 1  |
| IV    | Marcela Araya Sepúlvedaa           |       | Unidad para Chile            | PS      | 46 811    | 9 610   | 34,25 % | 7,03 %  | 1  |    |
| IV    | Paul Sfeir Rubio                   |       | Partido Republicano de Chile | PRCh    | 41 294    | 10 164  | 19,90 % | 12,34 % |    | 1  |
| V     | Fernando Viveros Reyes             |       | Unidad para Chile            | PCCH    | 130 564   | 31 225  | 31,55 % | 7,54 %  |    | 1  |
| V     | Gloria Paredes Díaza               |       | Partido Republicano de Chile | PRCh    | 123 893   | 36 699  | 29,93 % | 8,87 %  | 1  |    |
| V     | Ivon Guerra Aguileraa              |       | Chile Seguro                 | UDI     | 82 203    | 21 744  | 19,86 % | 5,25 %  | 1  |    |
| VI    | Antonio Barchiesi Chávez           |       | Partido Republicano de Chile | PRCh    | 400 459   | 222 474 | 37,22 % | 20,68 % |    | 1  |
| VI    | María de los Ángeles López Porfiri |       | Partido Republicano de Chile | PRCh    | 400 459   | 70 859  | 37,22 % | 6,59 %  | 1  |    |
| VI    | María Soledad Pardo Vergara        |       | Unidad para Chile            | CS      | 379 333   | 108 529 | 35,26 % | 10,09 % | 1  |    |
| VI    | Aldo Valle Acevedo                 |       | Unidad para Chile            | Ind-PS  | 379 333   | 68 564  | 35,26 % | 6,37 %  |    | 1  |
| VI    | Edmundo Eluchans Urenda            |       | Chile Seguro                 | UDI     | 178 217   | 58 175  | 16,57 % | 5,41 %  |    | 1  |
| VII   | Karen Araya Rojas                  |       | Unidad para Chile            | PCCH    | 1 308 140 | 492 716 | 33,21 % | 12,51 % | 1  |    |
| VII   | Yerko Ljubetic Godoy               |       | Unidad para Chile            | CS      | 1 308 140 | 278 691 | 33,21 % | 7,07 %  |    | 1  |
| VII   | Luis Silva Irarrázaval             |       | Partido Republicano de Chile | PRCh    | 1 263 088 | 707 072 | 32,06 % | 17,95 % |    | 1  |
| VII   | Jorge Ossandón Spoerer             |       | Partido Republicano de Chile | PRCh    | 1 263 088 | 217 696 | 32,06 % | 5,53 %  |    | 1  |
| VII   | Gloria Hutt Hesse                  |       | Chile Seguro                 | EVO     | 848 727   | 236 095 | 21,54 % | 5,99 %  | 1  |    |
| VIII  | Sebastián Figueroa Melo            |       | Partido Republicano de Chile | PRCh    | 189 080   | 83 979  | 34,36 % | 15,26 % |    | 1  |
| VIII  | Miguel Littin Cucumides            |       | Unidad para Chile            | PS      | 146 728   | 62 204  | 26,67 % | 11,31 % |    | 1  |
| VIII  | Ivonne Mangelsdorff Gabela         |       | Chile Seguro                 | RN      | 120 603   | 9 287   | 21,92 % | 1,69 %  | 1  |    |
| IX    | Ricardo Ortega Perrier             |       | Partido Republicano de Chile | PRCh    | 245 810   | 69 690  | 39,13 % | 11,09 % |    | 1  |
| IX    | Miguel Rojas Soto                  |       | Partido Republicano de Chile | PRCh    | 245 810   | 59 037  | 39,13 % | 9,40 %  |    | 1  |
| IX    | María Gatica Gajardo               |       | Partido Republicano de Chile | PRCh    | 245 810   | 57 276  | 39,13 % | 9,12 %  | 1  |    |
| IX    | María Claudia Jorquera Coria       |       | Chile Seguro                 | UDI     | 139 825   | 11 567  | 22,26 % | 4,88 %  | 1  |    |
| IX    | Christian Suárez Crothers          |       | Unidad para Chile            | Ind-PS  | 139 524   | 9 572   | 22,21 % | 8,89 %  |    | 1  |
| X     | Patricia Spoerer Price             |       | Partido Republicano de Chile | PRCh    | 385 268   | 129 370 | 43,34 % | 14,59 % | 1  |    |
| X     | Aldo Sanhueza Carrera              |       | Partido Republicano de Chile | PRCh    | 385 268   | 109 270 | 43,34 % | 12,29 % |    | 1  |
| X     | Paloma Zúñiga Cerda                |       | Unidad para Chile            | RD      | 196 894   | 88 081  | 22,15 % | 9,91 %  | 1  |    |
| XVI   | Cecilia Medina Meneses             |       | Partido Republicano de Chile | PRCh    | 123 992   | 45 916  | 40,54 % | 15,01 % | 1  |    |
| XVI   | Carolina Navarrete Rubio           |       | Chile Seguro                 | UDI     | 75 636    | 40 307  | 24,73 % | 13,18 % | 1  |    |
| XI    | Héctor Urban Astete                |       | Partido Republicano de Chile | PRCh    | 201 301   | 74 260  | 37,73 % | 13,92 % |    | 1  |
| XI    | Mariela Fincheira Massardoa        |       | Partido Republicano de Chile | PRCh    | 201 301   | 35 806  | 37,73 % | 6,71 %  | 1  |    |
| XI    | Arturo Philips Dorr                |       | Chile Seguro                 | Ind-UDI | 150 396   | 66 191  | 28,19 % | 12,41 % |    | 1  |
| XI    | Germán Becker Alvear               | RN    | Chile Seguro                 | 50 943  | 150 396   | 9,55 %  | 28,19 % |         | 1  |    |
| XI    | Kinturay Melin Rapimana            |       | Unidad para Chile            | RD      | 87 443    | 19 039  | 16,39 % | 3,57 %  | 1  |    |
| XII   | Jorge de la Maza Schleyer          |       | Partido Republicano de Chile | PRCh    | 76 791    | 39 508  | 35,07 % | 18,04 % |    | 1  |
| XII   | Lorena Gallardo Cárdenasa          |       | Chile Seguro                 | Ind-RN  | 56 793    | 6 536   | 25,94 % | 2,98 %  | 1  |    |
| XII   | Alejandro Kohler Vargas            |       | Unidad para Chile            | Ind-PS  | 52 059    | 14 715  | 23,77 % | 6,72 %  |    | 1  |
| XIII  | Beatriz Hevia Willer               |       | Partido Republicano de Chile | PRCh    | 179 310   | 103 009 | 40,55 % | 23,30 % | 1  |    |
| XIII  | Carlos Recondo Lavanderos          |       | Chile Seguro                 | UDI     | 98 481    | 37 215  | 22,27 % | 8,40 %  |    | 1  |
| XIII  | Nancy Márquez González             |       | Unidad para Chile            | CS      | 95 037    | 36 035  | 21,49 % | 8,15 %  | 1  |    |
| XIV   | Pilar Cuevas Mardones              |       | Chile Seguro                 | RN      | 15 482    | 9 007   | 31,08 % | 18,08 % | 1  |    |
| XIV   | Julio Ñanco Antilef                |       | Unidad para Chile            | RD      | 12 347    | 3 886   | 24,79 % | 7,80 %  |    | 1  |
| XV    | Claudia Mac-Lean Bravo             |       | Partido Republicano de Chile | PRCh    | 23 041    | 9 919   | 28,33 % | 12,19 % | 1  |    |
| XV    | Jessica Bengoa Mayorga             |       | Unidad para Chile            | CS      | 21 321    | 9 794   | 26,21 % | 12,04 % | 1  |    |
| TOTAL | TOTAL                              | TOTAL | TOTAL                        | TOTAL   | TOTAL     | TOTAL   | TOTAL   | TOTAL   | 25 | 25 |

a Candidatura alternativa paritaria

### Consejeros constitucionales de pueblos indígenas
|  | 52.45 % |

|  | 47.55 % |

|  | 81.77 % |

|  | 13.38 % |

|  | 4.85 % |

|  | 100 % |